# Piłatkowce
Piłatkowce (ukr. Пилатківці, Piłatkiwci) – wieś na Ukrainie w rejonie czortkowskim należącym do obwodu tarnopolskiego, położona nad rzeką Niczławą. 
Zachodnią część wsi stanowi dawna wieś Jezierzanka.
W II Rzeczypospolitej wieś w powiecie borszczowskim województwa tarnopolskiego.
Latem 1941, po ataku III Rzeszy na ZSRR, doszło tutaj do zabójstw Żydów przez Ukraińców (łącznie w Piłatkowcach i Zielińcach zamordowano 16 Żydów). W latach 1943–1944 nacjonaliści ukraińscy z OUN-UPA zamordowali tutaj 50 Polaków.